# Saurauia fragrans
Saurauia fragrans är en tvåhjärtbladig växtart som beskrevs av R.D. Hoogland. Saurauia fragrans ingår i släktet Saurauia och familjen Actinidiaceae. Inga underarter finns listade i Catalogue of Life.